# Norderaue

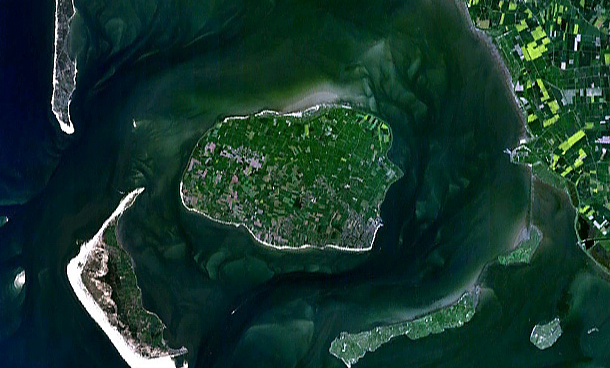
Norderaue (im unteren Bereich als dunkler Bereich zwischen Amrum und dem Festland erkennbar)

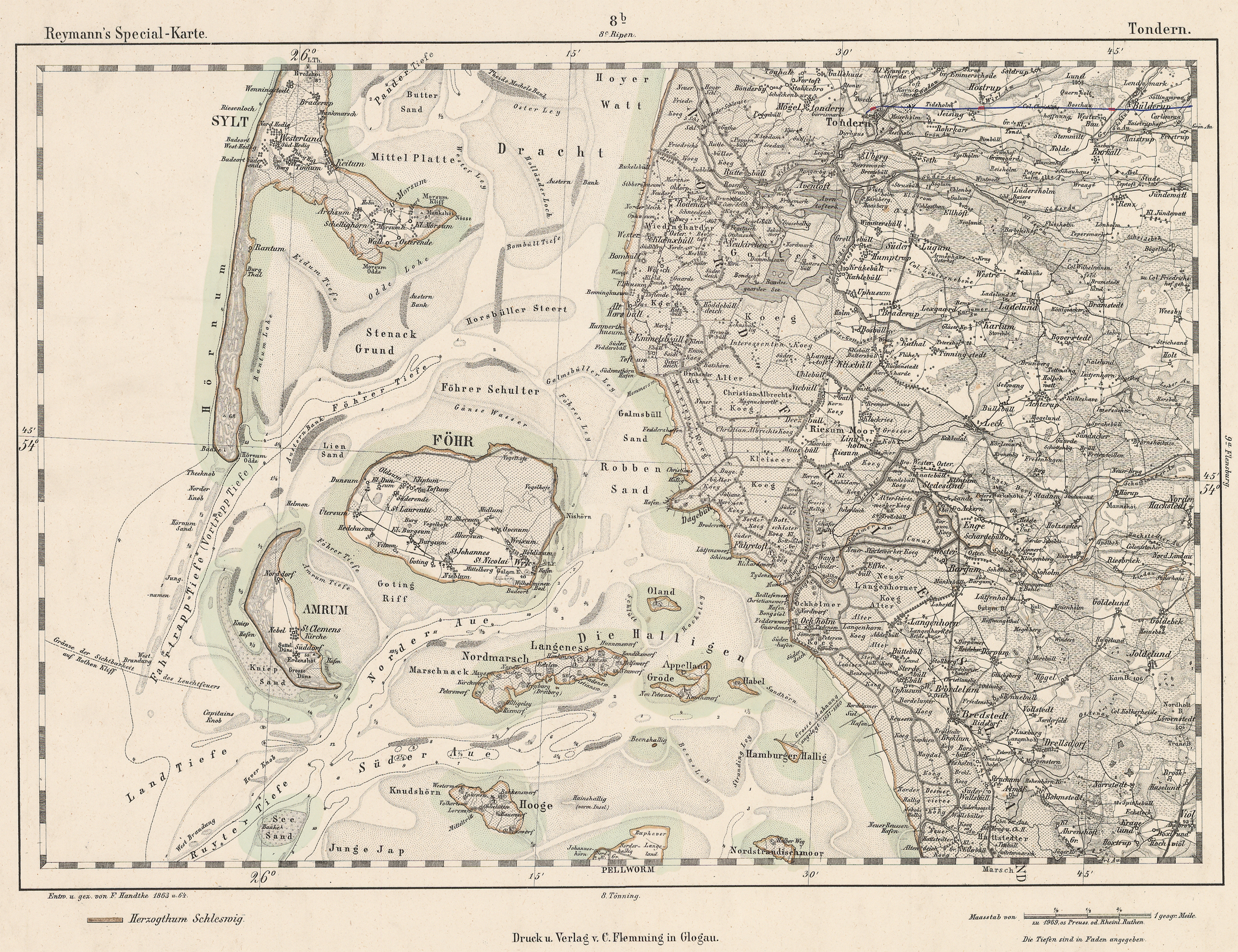
Norderaue (als Norder Aue) auf einem Kartenblatt von 1864

Die Norderaue (nordfriesisch: a Nuurder Ia, dänisch: Nørreaa; ehemals auch Norder Aue) ist ein Wattstrom im Wattenmeer der Nordsee. Das Fahrwasser verläuft vom südöstlich der Insel Amrum gelegenen Rütergat zwischen der Insel Föhr und der Hallig Langeneß nordöstlich bis nach Dagebüll und Südwesthörn. Zwischen den Inseln Föhr und Amrum mündet das Amrumtief in die Norderaue.